# German z Auxerre
German z Auxerre (ur. ok. 378 w Auxerre, zm. 31 lipca 448 w Rawennie) – święty katolicki, biskup.
Zanim został wybrany na biskupa rodzinnego Auxerre ukończył studia sztuk wyzwolonych i przygotowując się do adwokatury kontynuował studia w Rzymie. Niespodziewanie w 418 roku dokonano wyboru żonatego, wysokiego rangą urzędnika cesarskiego na urząd biskupi. Ta zmiana w życiu Germana dała ujście jego talentom. Okazał się rzutkim politykiem. Działalność na arenie międzynarodowej uchroniła kraj przed zniszczeniami wojennymi. Jednocześnie jego zabiegi miały wpływ na ograniczenia ucisku fiskalnego. Był budowniczym kościołów i krzewicielem życia zakonnego. Zwalczał herezję pelagiańską. Z nominacji Celestyna I pełnił funkcję legata papieskiego w Brytanii.
Miał mieć wpływ na pokonanie przez Brytów w 430 roku Piktów i Sasów, a także to on miał udzielić sakry Świętemu Patrykowi.
Zmarł w trakcie kolejnej podróży, której celem była obrona Galii przed zakusami Aecjusza.
Jego wspomnienie obchodzone jest w rocznicę przyjętej przez tradycję daty śmierci 31 lipca (dies natalis).